# Hojkov
Hojkov (en allemand : Hojkau) est une commune du district de Jihlava, dans la région de Vysočina, en République tchèque. Sa population s'élevait à 162 habitants en 2024.

## Géographie
Hojkov se trouve à 13 km à l'ouest de Jihlava à 104 km au sud-est de Prague.
La commune est limitée par Milíčov au nord, par Boršov au nord-est, par Mírošov à l'est, par Cejle au sud et par Nový Rychnov à l'ouest.

## Histoire
La première mention écrite de la localité date de 1379.

## Transports
Par la route, Hojkov se trouve à 17 km de Jihlava et à 126 km de Prague.